# Auferstehungskirche (Oberaudorf)

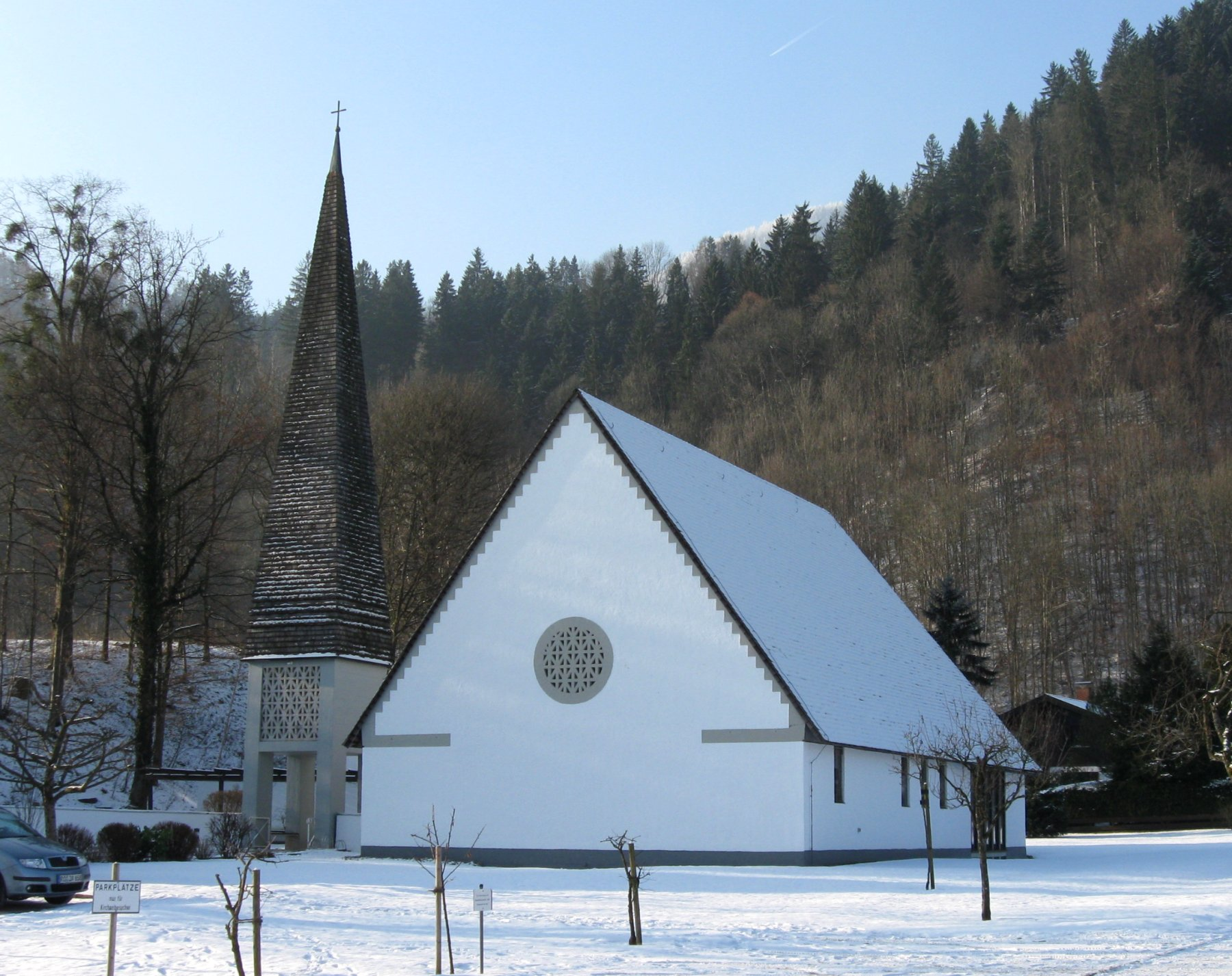
Die Auferstehungskirche

Die Auferstehungskirche ist eine denkmalgeschützte, nach Plänen von Franz Lichtblau errichtete evangelisch-lutherische Kirche in Oberaudorf am Fuße des Bodendenkmals Keltenhügel. Sie war das Erstlingswerk des Architekten im Kirchenbau, der danach zahlreiche weitere für die bayerische Landeskirche errichtet hat, und auch der Beginn der Zusammenarbeit mit Hubert Distler, der die Kirchenausstattung übernahm.

## Lage und Ensemble
Das Kirchenensemble liegt in Oberaudorf am Fuß des „Keltenhügels“, eines Brandopferplatzes. Es umfasst neben der Kirche mit freistehendem Turm ein Gemeindehaus und in fußläufiger Entfernung das Pfarrhaus.

## Geschichte
In Oberaudorf hatten sich die Protestanten bis zur Errichtung der Kirche in einem sogenannten Betsaal in einem Privathaus in der Bahnhofstraße zu Gottesdiensten versammelt. 1956 fand der Architektenwettbewerb für die Planung der Kirche statt, den Franz Lichtblau für sich entschied. Der Baubeginn war 1957. Die wesentlichen Baumaterialien Zement und Holz wurden vom Leiter des Zementwerks Kiefersfelden und einem Waldbesitzer, beide Gemeindeglieder, gestiftet. Das benachbarte Pfarrhaus wurde gleichzeitig errichtet. Die Kirche wurde am 3. August 1958 eingeweiht. Später wurde das Ensemble durch ein Gemeindehaus im gleichen Stil ergänzt.

## Bauwerk
Die Kirche in massiver Bauweise, mit hohem Stahlbetonanteil, wird von einem steilem, holzschindelgedeckten nach Westen abgewalmtem Dach abgeschlossen. Sie umfasst den Hauptkirchenraum als Saalraum und einen Gemeinderaum. Südlich befindet sich der freistehende Glockenturm mit ebenfalls geschindelten Spitzhelm. Westlich schließt sich ein Kirchgarten an mit Pergola und Anbindung zum Keltenhügel.
Die Innenausstattung stammt von Hubert Distler.

## Keltenhügel
Der Keltenhügel am Gscheierbichl (offiziell Wasserfeldbühel) ist ein Brandopferplatz aus dem 15. und 14. Jahrhundert v. Chr., der Bronze- und Urnenfelderzeit. Er gehört damit zu den ältesten Brandopferplätzen. Bei den Ausgrabungen in den Jahren 1925 und 1959 wurden verbrannte Tierknochen und ca. 6.000 Keramikscherben gefunden, nicht aber Metallgegenstände. Er ist als Bodendenkmal geschützt.